# Pedro Villagra Delgado
Pedro Raúl Villagra Delgado (San Miguel de Tucumán, 27 de septiembre de 1952) es un diplomático de carrera argentino. Ha sido embajador en Australia, Secretario de Relaciones Exteriores de la Nación, sherpa ante el G20 y embajador en Alemania.

## Biografía
Estudió en la Universidad Nacional de Tucumán, graduándose como abogado en 1974 y como escribano al año siguiente. Ingresó a la carrera diplomática argentina, egresando del Instituto del Servicio Exterior de la Nación en 1977. Realizó una maestría en derecho en el King's College de Londres en 1994.
A lo largo de su carrera, desempeñó funciones en la misión permanente de Argentina ante las Naciones Unidas (1980-1988), y entre 1992 y 1996 fue cónsul general en Londres (Reino Unido). Dentro del Ministerio de Relaciones Exteriores y Culto, desempeñó funciones en la Consejería Legal (1978-1980); y ha sido Director de Seguridad Internacional, Nucleares y Espaciales (1996-2001); y Director de Derechos Humanos (2002); además de integrar la junta calificadora del ministerio. También fue comisionado argentino ante la Agencia Brasileño-Argentina de Contabilidad y Control de Materiales Nucleares (ABACC) y experto de la Organización Internacional de Energía Atómica (OIEA).
Fue jefe de gabinete del canciller Adalberto Rodríguez Giavarini en 2001, volviendo a ocupar el mismo cargo con la ministra Susana Malcorra en 2016. En 2002 alcanzó el rango de embajador y fue designado coordinador de la Unidad de Proyectos Estratégicos.
En 2005 el presidente Néstor Kirchner lo designó embajador en Australia, siendo embajador concurrente en Fiyi (acreditado en 2007) y Papúa Nueva Guinea (acreditado en 2014). Permaneció en el cargo hasta el final de la presidencia de Cristina Fernández de Kirchner.
En la presidencia de Mauricio Macri, entre diciembre de 2016 y junio de 2017 se desempeñó como Secretario de Relaciones Exteriores de la Nación (viceministro), bajo la ministra de Relaciones Exteriores y Culto Susana Malcorra. Dejó el cargo cuando Malcorra fue reemplazada por Jorge Faurie. Meses después fue designado sherpa argentino ante el G20, reemplazando a María Beatriz Nofal. En el puesto quedó a cargo de confeccionar el documento final de la Cumbre del G-20 de Buenos Aires de 2018.
En junio de 2019 el presidente Macri lo nombró embajador en Alemania, presentando sus cartas credenciales ante el presidente alemán Frank-Walter Steinmeier el 11 de septiembre de 2019.
Entre 1978 y 2005 fue profesor de derecho internacional público en la Facultad de Derecho de la Universidad de Buenos Aires. Es miembro del Consejo Argentino para las Relaciones Exteriores.
En 2018 recibió el diploma al mérito y el Premio Konex de Platino en la categoría diplomáticos.